# Radowene
Radowene (bułg. Радовене) – wieś w północnej Bułgarii, w obwodzie Wraca, w gminie Roman, nad Belenską rzeką – blisko ujścia do Iskyru. Kilometr od wsi znajduje się jaskinia Pjasycznica, o długości 12 metrów. Według danych Narodowego Instytutu Statystycznego w Bułgarii, 31 grudnia 2011 roku wieś liczyła 395 mieszkańców.

## Historia
Radowene powstało w okresie panowania tureckiego, i znajduje się na pozostałościach rzymskiego miasta Manyov.

## Znane osoby
- Joto Kurtaszew – partyzant.